# Örvényes, Veszprém
Örvényes  este un sat în districtul Balatonfüred, județul Veszprém, Ungaria, având o populație de 160 de locuitori (2011). 

## Demografie
Componența etnică a satului Örvényes
     Maghiari (91,5%)
     Germani (8,5%)
Componența confesională a satului Örvényes
     Romano-catolici (53,75%)
     Fără religie (11,88%)
     Reformați (3,75%)
     Luterani (3,75%)
     Necunoscută (26,88%)
Conform recensământului din 2011, satul Örvényes avea 160 de locuitori. Din punct de vedere etnic, majoritatea locuitorilor (91,5%) erau maghiari, cu o minoritate de germani (8,5%).  Din punct de vedere confesional, majoritatea locuitorilor (53,75%) erau romano-catolici, existând și minorități de persoane fără religie (11,88%), luterani (3,75%) și reformați (3,75%). Pentru 26,88% din locuitori nu este cunoscută apartenența confesională.